# Kendua (Bangladesh)
Kendua è un sottodistretto (upazila) del Bangladesh situato nel distretto di Netrokona, divisione di Mymensingh. Si estende su una superficie di 303,6 km² e conta una popolazione di 304.729  abitanti (censimento 2011).